# Šahbuški rajon
Šahbuški rajon (azerski: Şahbuz rayonu) je jedan od 66 azerbajdžanskih rajona. Šahbuški rajon se nalazi na jugozapadu Azerbajdžana unutar Nahičevanske Autonomne Republike na granici s Armenijom. Središte rajona je Šahbuz. Površina Šahbuškog rajona iznosi 815 km². Prema popisu stanovništva Šahbuški rajon ima oko 24.900 stanovnika.
Šahbuški rajon se sastoji od 25 općina.